# Дуйсенов, Мырзабек Тулегенович
Мырзабек Тулегенович Дуйсенов (каз. Мырзабек Төлегенұлы Дүйсенов; 20 декабря 1928, аул имени «Первого мая», Сыр-Дарьинской губернии Казакской АССР (ныне Кызылординской области, Казахстана) — 2 сентября 1988) — казахский и советский прозаик, публицист, учёный-филолог, доктор филологических наук.

## Биография
Отец Мырзабека был образованным по меркам своего времени человеком, окончившим туземную школу и в совершенстве владевшим русским и арабским языками.
Окончил среднюю школу. После окончания Великой Отечественной войны поступил сразу на второй курс историко-филологического факультета Казахского государственного университета, где посещал лекции знаменитого писателя и драматурга Мухтара Ауэзова. Его однокурсником и другом был Азильхан Нуршаихов, будущий Народный писатель Казахской ССР. Дружил с Абдильдой Тажибаевом, творчеству которого он посвятил позже целую книгу.
В 1949 году окончил Казахский госуниверситет и был принят в аспирантуру АН Казахской ССР, которую под руководством писателя, академика Мухтара Ауэзова успешно окончил в 1953 году. В том же году получил степень кандидата наук, в 1968 году стал доктором филологических наук.
Трудовую деятельность начал младшим, затем старшим научным сотрудником Института литературы и искусства им. М. Ауэзова Академии наук Казахской ССР.

## Научная и творческая деятельность
Занимался научной работой в области литературоведения и драматургии. В 1962 году вышли в свет монографии «О единстве содержания и формы в литературе» и «Проблемы жанра и стиля в казахской драматургии». Много времени посвятил изучению творчества Ильяса Джансугурова. О неизвестных гранях личности Мухтара Ауэзова написал в книге «Учитель», в ней также много интересных мыслей о казахской поэзии и прозе.
Принимал активное участие в написании очерков по истории казахской советской литературы, издании «Очерков истории казахской советской литературы», «Истории казахской литературы», «Истории советской многонациональной литературы». Один из составителей сборников произведений народных акынов «Песни акынов».
Вместе с М. Каратаевым составил «Хрестоматию казахской литературы» для русских классов средней школы. В монографиях М. Дуйсенова «Единство содержания и типа в литературе» (1962), «Ильяс Жансугуров» (1965), «Мечта поэта» (1967) исследованы теоретические проблемы литературы и творчества выдающихся поэтов (И. Жансугуров, А. Тажибаев).
Проводил исследование и изучение казахского эротического фольклора, казахской нецензурной лексики и бранных слов. Собирал нецензурную казахскую поэзию.
Издал несколько сборников рассказов («Невеста», «Материнская любовь», «Гульжан», «Гости», «Присяга», «Надежда»). Повесть М. Дуйсенова «Экзамен» переведена на узбекский язык, повести «Мать и сын» и «Гульжан» — на русский язык. Повести автора «Мы — дети солнца», «Тайна веков», «Под одним небом» учёные-литературоведы называют историко-мифологическими. В них писатель ищет ответы на вопрос о происхождении человека, животных и растений, пытается раскрыть тайны вселенной.

## Избранные публикации
- Мен қалай торғай болдым? Әңгімелер. А., ҚМ КӨБ, 1958;
- Жолын болсын. Әңгімелер. А., ҚМ КӨБ, 1959;
- Қалыңдық. Повесть. А., ҚМ КӨБ, 1962;
- Ана махаббат. Повесть. А., «Жазушы». 1965;
- Гүлжан сүйеді. Повестер. А., «Жазушы», 1968;
- Меймандар. Повестер. А., «Жазушы», 1971;
- Ант. Повестер. А.,"Жазушы", 1974;
- Үміт. Повестер. А., «Жалын», 1979;
- Біз күн перзентіміз. Повестер. А., «Жалын», 1983;
- Әдебиеттегі мазмұн мен түрдің бірлігі. Монография. А., ҚМ КӨБ, 1962;
- Ілияс Жансүгіров. Монография. А., «Жазушы», 1965;
- Ақын мұраты. Монография. А., «Жазушы», 1967